# Waldfriedhof Oberrad
Der Waldfriedhof Oberrad ist ein kommunal verwalteter Friedhof in Frankfurt am Main auf der Gemarkung von dessen südmainischem Stadtteil Sachsenhausen. Der Friedhof wurde im Jahr 1914 südlich des Stadtteils Oberrad am nordöstlichen Rand des Frankfurter Stadtwalds und westlich der Tellersiedlung angelegt. Das Friedhofsgelände gehört seit 1991 zum Landschaftsschutzgebiet des Frankfurter Grüngürtels.

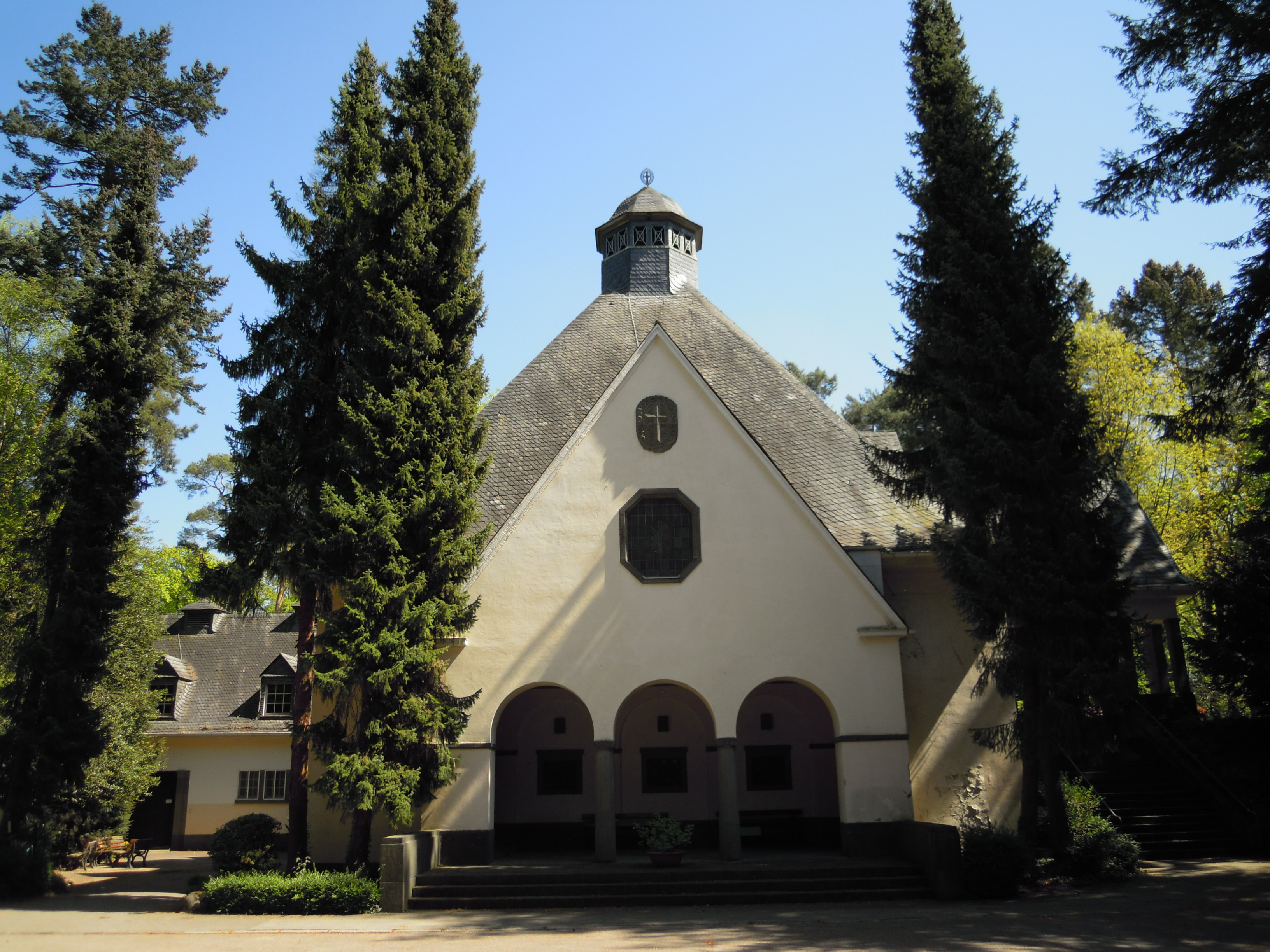
Waldfriedhof Oberrad Trauerhalle

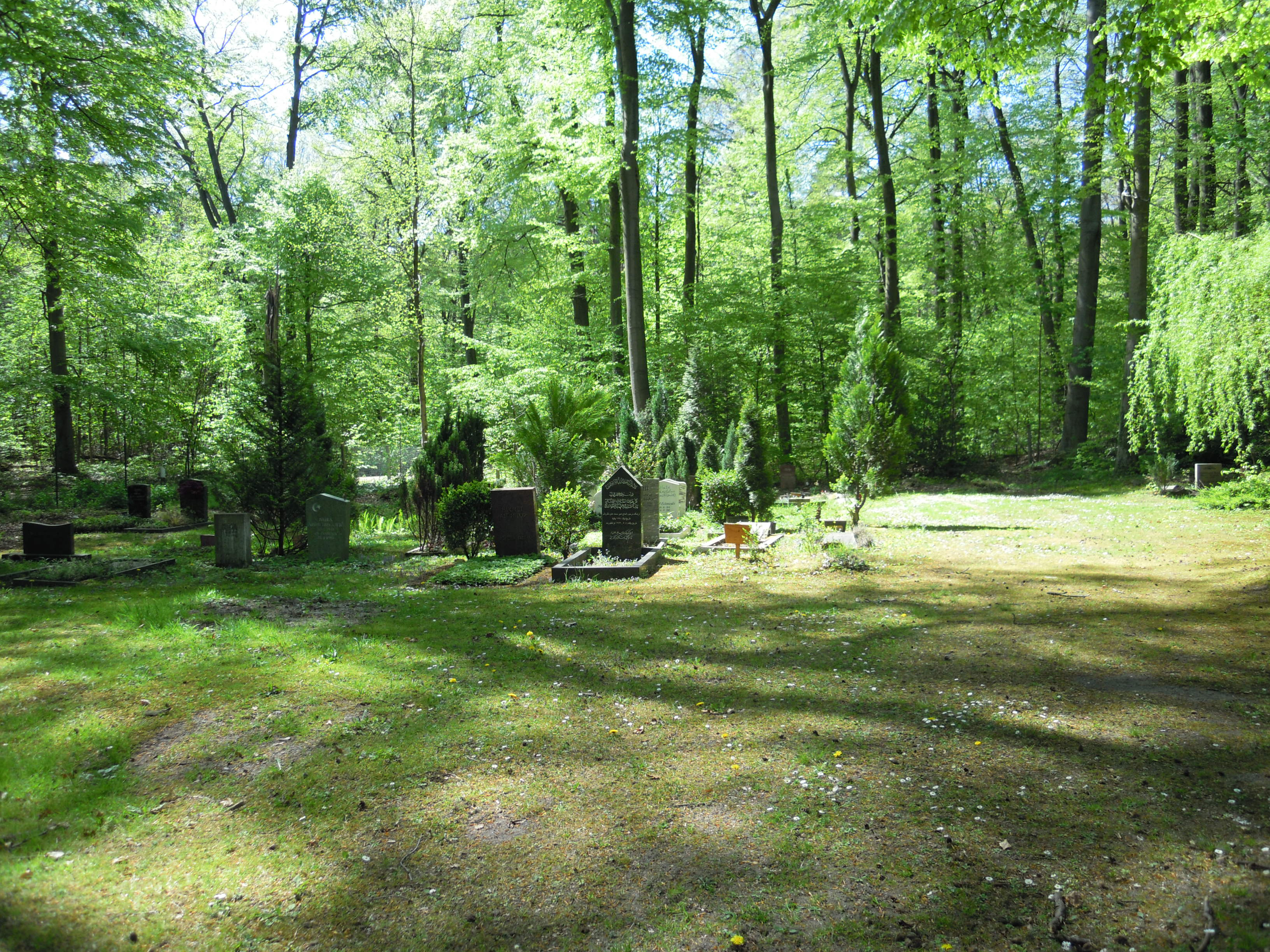
Islamisches Bestattungsfeld

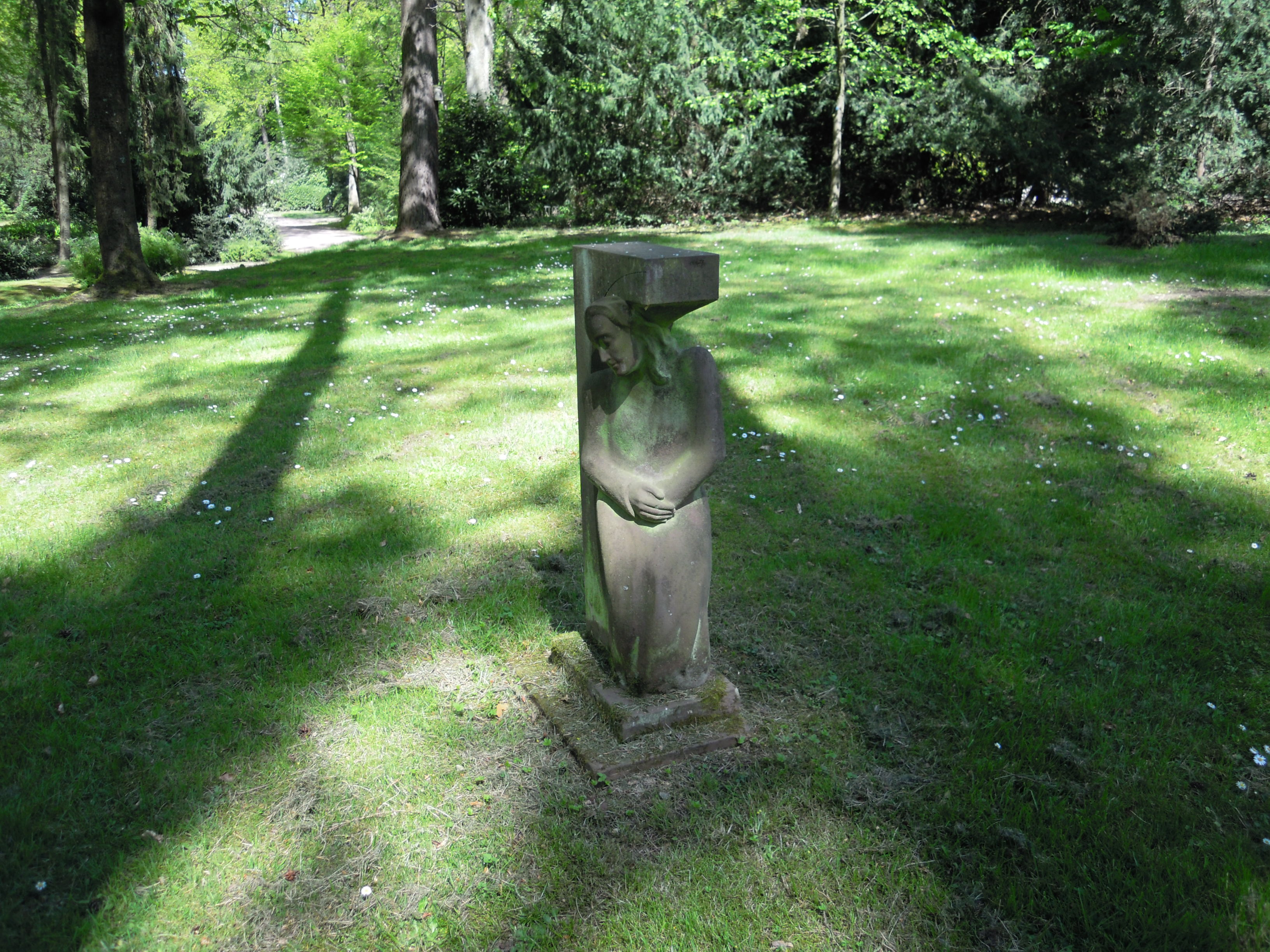
Trauerhain

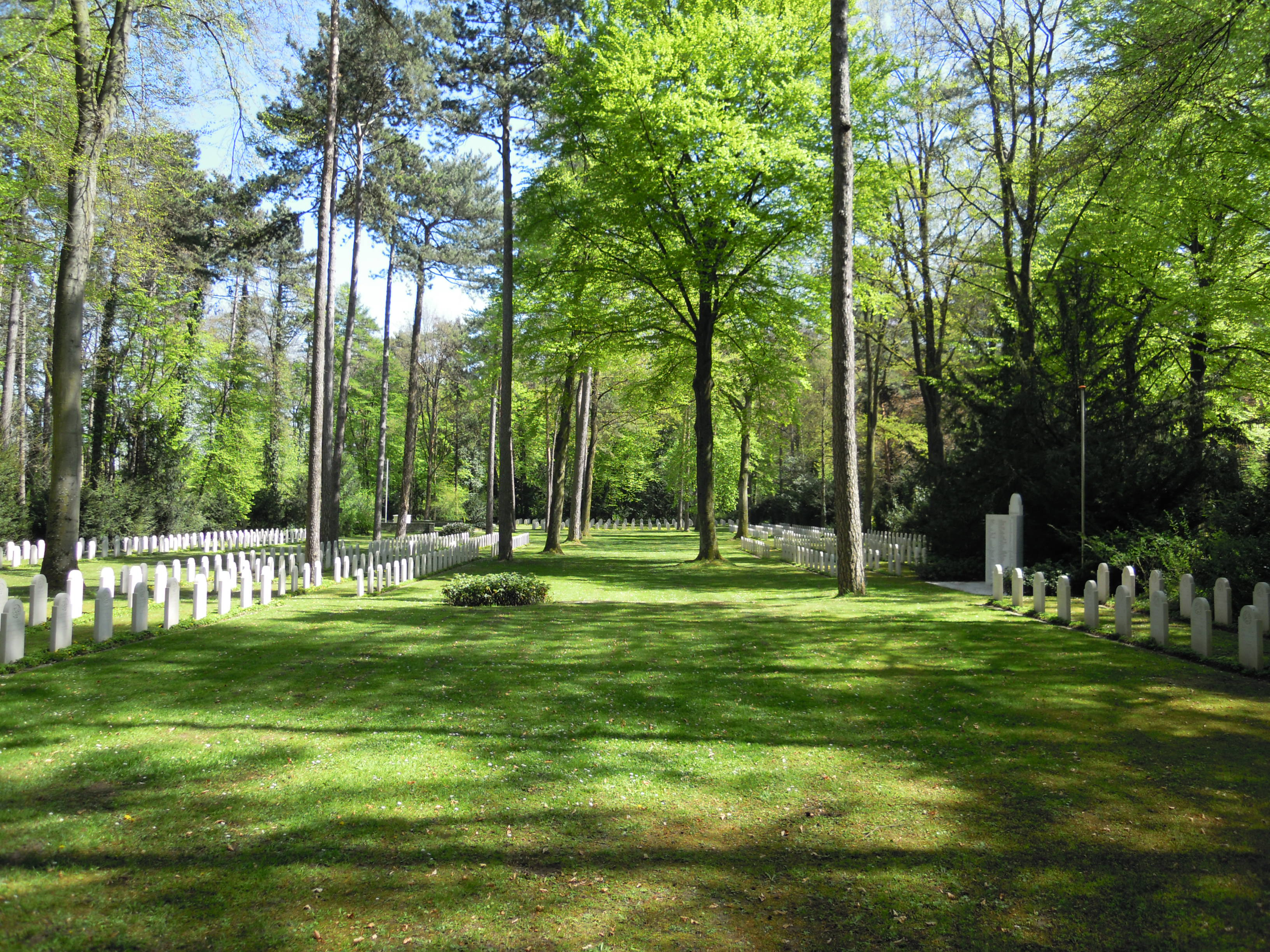
Niederländisches Ehrenfeld

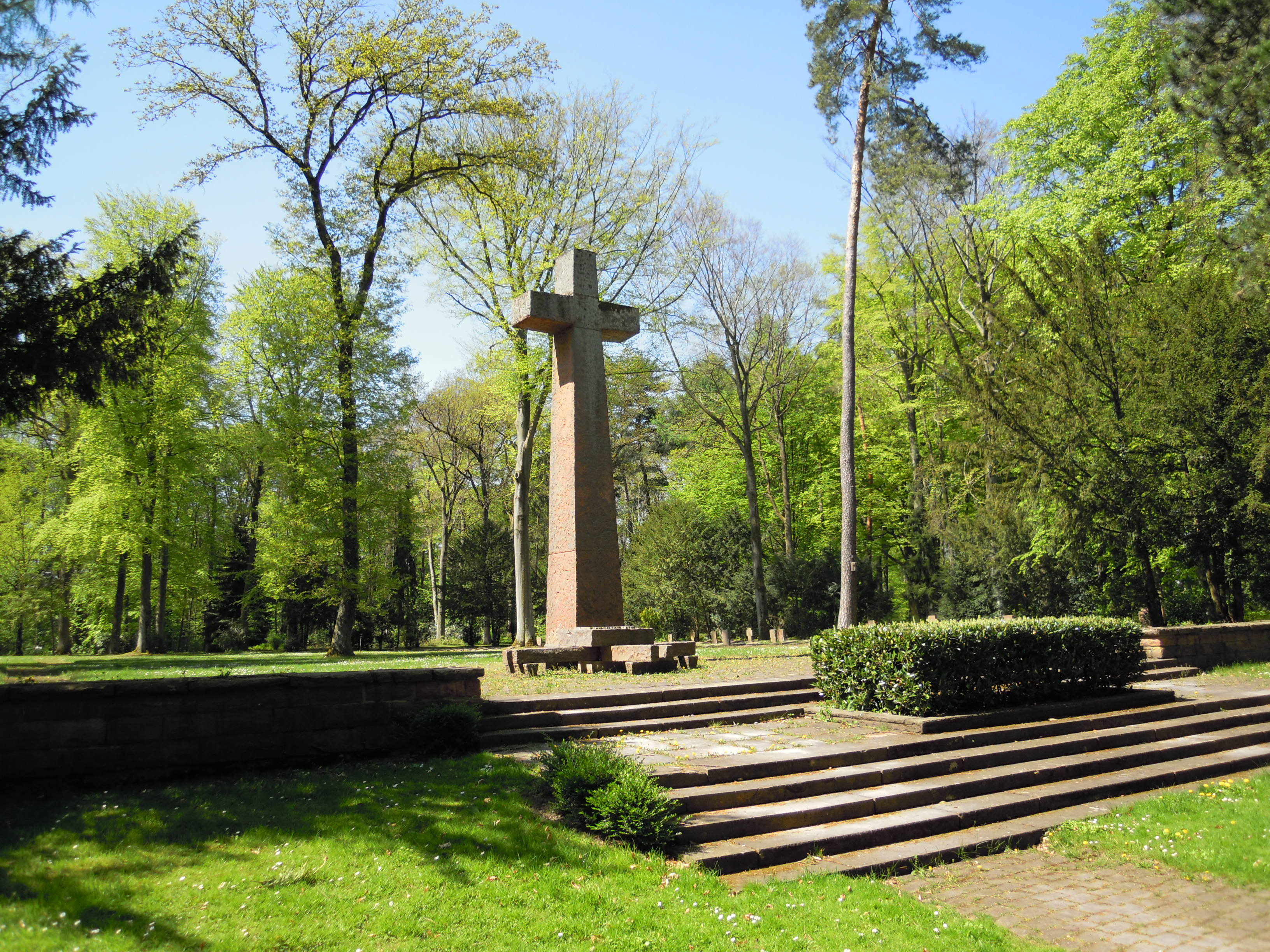
Gedenkstätte Soldatenfriedhof

## Gestaltung
Der Waldfriedhof Oberrad ist mit 20,5 Hektar die drittgrößte Bestattungsfläche Frankfurts nach dem Hauptfriedhof und dem Friedhof Westhausen. Etwa 7000 Gräber sind vorhanden. Er wurde innerhalb einer Waldfläche des Frankfurter Stadtwalds angelegt und ist gekennzeichnet durch einen relativ dichten und gepflegten Baumbestand mit gärtnerisch gestalteten Grabflächen.
Außer den weitgehend naturnah belassenen Waldflächen gibt es auch große Lichtungen mit Kriegsgräbern, die durch die regelmäßige Anordnung der Grabsteine gekennzeichnet sind. Die Gräber liegen meist beidseits langgestreckter Rasenflächen. Zwei der Felder sind entlang einer Achse in der Mitte des Friedhofs angeordnet. Weitere Besonderheiten sind ein moslemisches Bestattungsfeld sowie mehrere Trauerhaine. In den kleinen Waldflächen werden Urnen anonym in unmittelbarer Nachbarschaft zu einem Baum beigesetzt, ähnlich einer Naturbestattung.
Am Friedhofseingang im Burgenlandweg 10 befinden sich ein Parkplatz, Betriebsgebäude und eine Bushaltestelle der Linien 81 und 82. Direkt dahinter liegt die historische Trauerhalle. Weitverzweigte, meist gewundene Wege erschließen die acht Gewanne.

## Kriegsopferfelder
Auf dem Friedhof befinden sich Gräber von 756 niederländischen Kriegstoten des Zweiten Weltkriegs (Nederlandse oorlogsgraven) sowie von 31 deutschen Soldaten des Ersten Weltkriegs und 2874 deutschen Soldaten des Zweiten Weltkriegs.
Auf dem Niederländischen Ehrenfeld (Niederländisch: erebegraafplaats) sind Niederländer begraben, die im nationalsozialistischen Deutschland in der Zeit von 1940 bis 1945 als Zwangsarbeiter starben. Es befindet sich im Norden des Friedhofs und besteht aus 756 Gräbern mit weißen Grabsteinen und einer Gedenktafel mit 242 Namen von Opfern, die auf dem Ehrenfeld nicht bestattet werden konnten. Die Bronze-Skulptur Der Fallende Mann erinnert mit einer niederländischen Inschrift an die Opfer. Das Ehrenfeld wurde 1956 eingeweiht. Auf Initiative der Stiftung niederländische Kriegsgräberfürsorge wurden in dieser Zeit in Deutschland sieben niederländische Ehrenfelder angelegt.
Die Gräberfelder der deutschen Gefallenen liegen im Zentrum des Friedhofs. Die weite Fläche verläuft in Ost-West-Richtung und ist durch ein hohes Kreuz geprägt. Es besteht aus grob behauenem, rotem Sandstein, aus dem auch die Grabsteine bestehen. Unterhalb des Kruzifixes erinnert eine Inschrift an die Toten und mahnt zum Frieden.

## Trauerhalle
Die Trauerhalle ist im Stil des Klassizismus gestaltet. Das hohe Schieferdach ist durch Zwerchhäuser gegliedert, die auf Säulen ruhen. Die Kapelle verfügt über 60 Sitzplätze. Das Gebäude ist ein Kulturdenkmal nach dem Hessischen Denkmalschutzgesetz ebenso wie die aus der Bauzeit stammende Einfriedung und das Tor.

## Denkmalgeschützte Gräber
Die folgenden Gräber stehen unter Denkmalschutz:
| Bild | Gewann     | Name(n)                                  | Jahr        | Steinmetz                                  | Beschreibung |
| ---- | ---------- | ---------------------------------------- | ----------- | ------------------------------------------ | --- |
|      | 1 A 10     | Vogel                                    | 1921        | 0                                          | Neoklassizistische Stele zwischen Eckpfosten aus Kalk-Kunststein |
|      | 1 A 11     | Steinheimer-Wolf                         | 1921        | JeanWolf                                   | Neoklassizistische Ädikula mit kannelierten Pilastern unter Dreiecksgiebel aus Kalkstein. Auf den mit Voluten abschließenden Seitenflügeln befinden sich ovale Schriftfelder in Bronzerahmen. Die zentrale Nische ist mit einem mit Rosen hinterlegtem Kreuz geschmückt. |
|      | 1 A 8-8a   | Jung-Nees                                | 1933        | 0                                          | Schlichte Stele auf trapezförmigem Grundriss aus Kalk-Kunststein |
|      | 1 B 14     | Ripp                                     | 1924        | Karl Zorbach                               | Neoklassizistische Stele mit barockisierenden Elementen aus Kunststein-Muschelkalk. |
|      | 1 B 5      | Kuppenheim                               | 1920        | Gebr. Hasenbach                            | Neoklassizistisches Denkmal aus Kirchheimer Muschelkalk in Form eines Altars. Die Altarplatte wird von Karyatiden getragen. Darauf befindet sich eine vollplastische Figurengruppe des Pietà-Motivs.                                                                     |
|      | 1 B 8      | Hofmann-Neumann                          | 1929        | Jean Schad                                 | Dreiteilige Wandstele aus geschliffenem Bluberg-Granit. In der Mitte ein Bronzerelief einer vor einem Altar trauernden weiblichen Gestalt. |
|      | 1 E 13     | Liebtrau                                 | 0           | 0                                          | Stele in Formen der Neurenaissance aus Marmor in Wiederverwendung. |
|      | 1 G 1      | Heller                                   | 1915        | Gebrüder Wagner                            | Neoklassizistische ädikulaartige Stele mit kannelierten Pilastern, ionischem Kapitell, rosettengeschmücktem Architrav und einem zu der Verdachung überleitendem Mäanderfries aus Kalkstein.                                                                              |
|      | 1 G 35     | König                                    | 1921        | Jos. Freudenberger                         | Neoklassizistische Kalksteinstele, gefasst von gerundeten Pilastern mit ionischem Kapitell. Im Segmentbogengiebel befinden sich Reliefs eines Kreuzes, umrandet von floralen Ornamenten.                                                                                 |
|      | 1 H 4      | Jung                                     | 1918        | Jakob Dietrich                             | Neoklassizistische Ädikula ionischer Ordnung über einem abgetreppten Sockel. Auf beiden Seiten befinden sich Pfeiler mit Blumenschale aus Kalkstein. |
|      | 1 H 12     | Weiss                                    | 1921        | 0                                          | Kleine ädikulaähnliche Kalksteinstele. |
|      | 1 K 6      | Treser                                   | 1964        | 0                                          | Georg Treser war Stadtrat in Frankfurt. Das Grabmal ist eine prismenförmige schlichte Kalksteinstele. |
|      | 1 K 23     | Dedecke-Rode                             | 1919 (1953) | Jakob Dietrich (Heinrich Stiegmann)        | Dreiteilige Wandstele aus Muschelkalk. Im Segmentbogengiebel befindet sich ein Relief eines Blumenkorbes. An den seitlichen Pfeilern sind Kranzreliefs zu sehen. 1953 wurden zwei Urnen aus Krensheimer Muschelkalk ergänzt.                                             |
|      | 1 M 13     | Paatz                                    | 1925        | Karl Zorbach                               | Urnenstele aus Kunststein-Muschelkalk. |
|      | 1 M 34     | Beckert                                  | 1974        | Hans Steinbrenner                          | Hans-Georg Beckert (1927–1981) war Architekt. Das Grabmal ist eine obeliskartige Stele aus rotem Kunststein. |
|      | 1 O 1 UG   | Wislicenus-Haag-Schütz                   | 1950        | 0                                          | |
|      | 1 O 11     | Müller-Wolfart                           | 1929        | Karl Zorbach                               | |
|      | 2 A 12     | Reinhard                                 | 1926        | E. C. Klucken                              | |
|      | 2 A 20-22  | Keck                                     | 1927        | Gebr. Wagner                               | |
|      | 2 B 8      | Pass                                     | 1930        | Karl Zorbach                               | |
|      | 2 F 3      | Krämer                                   | 1920        | Jos. Freudenberger                         | |
|      | 2 F 28     | Krausgrill                               | 1930        | Ernst Unger                                | |
|      | 2 G 16     | Bender                                   | 1919        | Jean Wolf                                  | |
|      | 2 H 26 UG  | Krämer                                   | 1933 (1949) | O. Ufert                                   | |
|      | 2 H 14 a-b | Hofseß                                   | 1920        | Kurt Hoppe                                 | |
|      | 2 J 1      | Grabanlage Frankfurter Schwesternverband | 1931        | W.F.C. Ohly                                | |
|      | 2 J 2      | Ludwig                                   | 1924        | F. Hofmeister                              | |
|      | 2 J 6      | Palm                                     | 1931        | E. Zorbach                                 | |
|      | 2 J 12     | Surla                                    | 1982        | 0                                          | |
|      | 2 J 13     | Hansen                                   | 1932        | Gebr. Wagner                               | |
|      | 2 J 14     | Barth                                    | 1934        | Gebr. Wagner                               | |
|      | 2 J 15     | Auth                                     | 1937        | Jos. Freudenberger                         | |
|      | 2 J 16     | Wochele-Heiner                           | 1936        | W. Schüßler                                | |
|      | 2 J 17     | Ruhl                                     | 1939        | Th. Sigl                                   | |
|      | 2 J 27     | Seum                                     | 1939        | Jos. Freudenberger                         | |
|      | 2 J 33 UG  | Stemmer                                  | 1938        | F. Hofmeister                              | |
|      | 2 J 34     | Bilhardt                                 | 1939        | E.C. Klucken                               | |
|      | 2 J 37     | Seeger                                   | 1942        | Martin Ricker                              | |
|      | 2 J 44     | Düncher                                  | 1940        | 0                                          | |
|      | 2 J 50     | Spielmann                                | 1948        | Ludwig Jakob                               | |
|      | 2 J 54     | Hartoch-Weiss                            | 1993        | F. Hofmeister                              | |
|      | 3-10       | Kessler                                  | 1960        | Hermann Reichert                           | |
|      | 3-40       | Trautmann                                | 1942        | Heinrich W.A. Wolf                         | |
|      | 3-50       | Jung-Ludwig                              | 1934        | H. Dammann + H. Rochlitz, Berlin-Grunewald | |
|      | 3-107      | Borck                                    | 1944        | 0                                          | |
|      | 4 – 443    | Dannemeyer                               | 1960        | Heinz Möritz                               | |
|      | 4 – 446    | Nerlich                                  | 1959        | Alois Schneider                            | |
|      | 4 – 447    | Reinhardt                                | 1960        | Hammerschmidt, Niederselters               | |
|      | 4 – 448    | John                                     | 1957        | Heinz Möritz                               | |
|      | 4 – 449    | Ganns                                    | 1958        | Nau & Mahr                                 | |
|      | 4 – 450    | Gerst                                    | 1966        | Joh. Ferd. Schad                           | |
|      | 4 – 451    | Müßig-Walke                              | 1960        | Nau & Mahr                                 | |
|      | 4 – 452    | Bayer                                    | 1959        | A. Martin Ricker                           | |
|      | 4 – 453    | Schmitt-Grass                            | 1959        | Heinrich Stiegemann                        | |
|      | 4 – 454    | Sternnagel                               | 1959        | Heinz Möritz                               | |
|      | 4 71 a     | Senger                                   | 1997        | Eva Renée Nele                             | Mantelskulptur auf dem Grab von Valentin Senger |

## Persönlichkeiten
- Rudolf Koch (1876–1934), Schriftgestalter und Grafiker
- Bruno H. Schubert (1919–2010), Unternehmer, Konsul und Mäzen
- Valentin Senger (1918–1997), Schriftsteller, Gewann VI